# Savantvadi
Savantvadi (Marathi: सावंतवाडी)/(Malwani/Konkani: वाडी) var en vasallstat i Brittiska Indien.